# Долгоновська Людмила Григорівна
Людмила Григорівна Долгоновська  (нар. 6 квітня 1987) — українська комунікаційниця. Радниця Головнокомандувача Збройних сил України Валерія Залужного зі стратегічних комунікацій (2021—2023), авторка книги «Залізний генерал. Уроки людяності» про Залужного.

## Біографія
«“[24 лютого 2022 року] я прокинулась від вибухів. Син іще спав… Не хотіла розлучатися з сином. Але розуміла, що не можу не піти на роботу. Зібралася й сіла на метро, яке ще працювало. Чоловік забрав сина і відвіз на захід України”, — так Долгоновська пригадує перший ранок “великої війни” і початок свого кількамісячного марафону в штабі Залужного без вихідних і нормального сну (уперше поїхала ночувати додому в травні)».
Народилася в Борзні Чернігівської області. Вивчала історію в Ніжинському державному університеті імені Миколи Гоголя, згодом навчалася на філософському факультеті Київського національного університеті імені Тараса Шевченка. 
Здобула ступінь кандидата філософських наук: у 2013 році закінчила аспірантуру Київського національного університету імені Тараса Шевченка та захистила дисертацію на тему «Громадські об’єднання національних меншин України в збереженні етнічної ідентичності». 
Після захисту дисертації працювала в Малій академії наук України. У 2016 році очолила управління стратегічних комунікацій Луганської ОДА, де працювала до 2018 року.  
У 2019 році була помічницею народної депутатки України VIII скликання Ганни Гопко. Є співзасновницею ГО «Мережа захисту національних інтересів „АНТС“», яку очолює Гопко. 
З 2020 до 2023 року працювала у Збройних силах України. Спочатку була головною спеціалісткою відділу координації і синхронізації зовнішніх і внутрішніх комунікацій в Управлінні стратегічних комунікацій ЗСУ; початок повномасштабного російського вторгнення зустріла на позиції радниці зі стратегічних комунікацій Головнокомандувача ЗСУ Валерія Залужного. 
З 2023 року очолює службу президента університету American University Кyiv. 
У 2024 року у видавництві Vivat вийшла книга Людмили Долгоновської про Валерія Залужного «Залізний генерал. Уроки людяності». 
Одружена, має сина. 

## Нагороди
- Орден княгині Ольги III ступеня (2022) — за особисту мужність і самовіддані дії, виявлені у захисті державного суверенітету та територіальної цілісності України, вірність військовій присязі[8].